# Mike Howlett
Mike Howlett (* 27. dubna 1950, Lautoka) je fidžijský baskytarista a hudební producent. Vyrůstal v australském Sydney. V letech 1968 až 1970 byl členem skupiny The Affair a později se přestěhoval do Anglie, kde se roku 1973 stal členem skupiny Gong; s tou nahrál několik alb a přes několik odchodů a návratů v ní vydržel až do roku 2009. Koncem sedmdesátých let vystupoval se skupinou Nik Turner's Sphynx. Rovněž byl členem skupiny Strontium 90, ve které s ním hrálo několik pozdějších členů skupiny The Police. Během osmdesátých let se věnoval převážně produkování nahrávek jiných interpretů, jako například zpěvačka Joan Armatrading nebo skupiny Tears for Fears a Fischer-Z.